# قاتل الكلب
الخَوْشَان أو قاتل الكلب أو قنب هندي (الاسم العلمي: Apocynum)، جنس نباتات مُزهرة من فصيلة الدفلية. الاسم العلمي للجنس من اليونانية القديمة apo: خارج وkúōn: كلب، لأن أحد أنواعه (Cionura erecta) كانت تستخدم بذوره لتسميم الكلاب. أعطانها الأصلية في أمريكا الشمالية، آسيا المعتدلة، جنوب شرق أوروبا.

## الأنواع
من أنواعها:
- خوشان الذباب
- خوشان قنبي